# Horace Smith-Dorrien
Sir Horace Lockwood Smith-Dorrien (1858. május 26. – 1930. augusztus 12.) brit tábornok, az első világháború alatt a Brit Expedíciós Haderő II. hadtestének parancsnoka volt.

## Élete

### Katonai pályafutásának kezdete
Horace Smith-Dorrien 1858-ban született az angol Haresfoot-ban (Berkhamsted), a család 15 gyermeke közül 11-ikként. Iskolai tanulmányait a "Harrow School"-ban végezte, majd 1876. február 26-án Sandhurst-i Királyi Katonai Akadémia hallgatója lett. A tiszti kiképzés végeztével a 95. Derbyshire gyalogezred tisztje lett. 1878. november 1-jén Dél-Afrikába helyezték át, ahol mint szállítási tiszt dolgozott.

#### Angol-zulu háború
Az angol–zulu háború során Smith-Dorrien jelen volt az 1879. január 22-én vívott isandlwanai csatában, ahol a Royal Artillery szállítási tisztje volt. Amikor a zulu hadsereg lerohanta az angolokat, Smith-Dorrien a póniján menekült el, és egyike volt a csatát túlélő öt brit tisztnek. A lőszertároló dobozok kinyitásának nehézségeiről szóló jelentése alapján a brit hadsereg jelentős változásokat hajtott végre (bár a modern hadtörténészek szerint ez nem annyira befolyásolta a csata kimenetelét, mint ahogyan azt a korabeliek gondolták. Mivel számos katonának nyújtott segítséget menekülése közben, a legmagasabb brit katonai kitüntetésre, a Viktória-keresztre terjesztették elő, de végül nem kapta meg.

#### Szudán és Egyiptom
1882 és 1887 között egységét Szudánba és Egyiptomba vezényelték rendőri feladatok ellátására, 1882. augusztus 22-én Alexandria helyettes rendőrfőnöke lett. Itt találkozott és kötött barátságot későbbi pártfogójával, Herbert Kitchener ezredessel. 1885. december 30-án megfigyelőként részt vett az Ahmad Arabi Pasha ezredes ellen vívott gennisi csatában - itt harcoltak a brit katonák utolsó alkalommal a híres vörös kabátban. Másnap Smith-Dorrien átvette az egyik brit egység parancsnokságát és a csatában tanúsított érdemeiért megkapta a Distinguished Service Order kitüntetést.

#### Vezérkari akadémia és India
1887 és 1889 között a camberley-i vezérkari akadémián tanult. Ezt követően visszatért egységéhez, amely ekkor Indiában állomásozott. Ebben az időszakban az egyetlen katonai esemény a Tirah-hadjárat volt (1897-1898). 1898-ban visszatért Egyiptomba és részt vett az omdurmani csatában (1898. szeptember 2.), ahol együtt szolgált Kitchenerrel. Ebben az időben nevezték ki ezredessé és megkapta a Sherwood Foresters (Nottinghamshire and Derbyshire Regiment) 1. zászlóaljának parancsnokságát. 1899 decemberében ezt az egységet Dél-Afrikába küldték a Sir Redvers Buller parancsnoksága alatt álló hadtest részeként, hogy részt vegyen a második búr háborúban.

#### A búr háború
A hadjárat első időszakában elszenvedett vereségek után Bullert leváltották, helyére Sir Frederick Roberts lépett, aki 1900. február 2-án Smith-Dorrient kinevezte a 19. dandár parancsnokává és február 27-én előléptette vezérőrnaggyá. Fontos szerepet játszott az 1900. február 18. és 27 között vívott paardebergi csata során, ahol sikerült rávennie Kitchener és Henry Colville tábornokokat, hogy a hagyományos harceljárással ellentétben ne intézzenek közvetlen rohamot a lövészárokban elhelyezkedő búrok ellen. A március 31-i Sanna's Post környéki összecsapás során figyelmen kívül hagyta Colville nem helyénvaló parancsait (hogy hagyja hátra a sebesülteket) és rendezetten sikerült visszavonulnia a csata után. Ezt követően még részt vett a leliefonteini csatában (1900. november 7.), illetve a chrissiesmeeri csatában (1901. február 6.). Smith-Dorrien parancsnoki ténykedése révén azon kevés brit parancsnokok közé tartozott, akik hírnevét nem ásták alá a háborúban elszenvedett vereségek.
Dél-Afrikában került sor Kitchener és Sir John French tábornok közötti vitára. Kitchener az első brit főparancsnok, Lord Roberts vezérkari főnöke volt, és egyikük sem volt megelégedve Sir French teljesítményével. Smith-Dorrien pártfogóját, Kitchenert támogatta a vita során, míg French pártján saját vezérkari főnöke, Douglas Haig állt. Az I. világháború során Kitchener, Smith-Dorrien, French és Haig mind a brit hadsereg legmagasabb pozícióiban voltak, és személyes ellentéteik akkor is a felszínre bukkantak.
Afrika után 1901. április 22-én Indiába vezényelték, ahol Lord Robertson megtette az indiai brit haderő parancsnokhelyettesének. Kitchener Indiába érkezése után annak szárnysegédje lett (1902. november 6.), de ezt a posztot nem szerette és 1903 áprilisában saját kezdeményezésére kinevezték a Baluhisztánban állomásozó 4. (Quetta) hadosztály parancsnokának. A French és Smith-Dorrien közötti vita 1907-ben ismét a felszínre került, amikor altábornagynak nevezték ki és felváltotta French-et az aldershoti kiképzőtábor (Aldershot Military Town) parancsnoki tisztében. Smith-Dorrien igyekezett a kiképzést az ott tapasztaltak alapján átformálni és a közkatonák helyzetén javítani. Az intézkedések sok elismerést szereztek neki, de elődje, French, a saját tevékenysége elleni kritikaként értelmezte. Többek között Smith-Dorrien igyekezett a lövészeti kiképzést is megreformálni. Ebben az időszakban nagy vita dúlt a brit hadvezetés felső köreiben a lovasság szerepéről. Smith-Dorrien, Lord Roberts és Sir Ian Hamilton tábornok azon az állásponton voltak, hogy a lovasságot nem fogják hagyományos szerepkörében alkalmazni, inkább lóról szállva, gyalogságként. Emiatt Smith-Dorrien nagy hangsúlyt fektetett a lovasalakulatok gyalogsági kiképzésére, amit az "igazi" lovastisztek, köztük French és Douglas Haig, ellenszenvvel figyeltek. Másik törekvése volt, hogy a hadsereget rávegye korszerű, nagyszámú géppuska megvásárlására.
1911-ben V. György brit király szárnysegédjévé tették meg, ebben a minőségében kísérte el a királyt egy indiai vadászatra (Smith-Dorrien egy orrszarvút és egy medvét lőtt). 1912. március 1-jén kinevezték a brit hadsereg déli parancsnokságára és ugyanezen év augusztus 10-én hadseregtábornokká.

## Az első világháborúban
Az első világháború kitörésekor Smith-Dorrrien megkapta a Nagy-Britannia védelmére létrehozott hadsereg (Home Defence Army) parancsnokságát. Azonban Sir James Grierson váratlan halálát követően Lord Kitchener, az új hadügyminiszter, kinevezte a Brit Expedíciós Erők (British Expeditionary Force vagy BEF) II. hadtestének parancsnokává. A BEF főparancsnoka ekkor Sir John French marsall volt, aki viszont Sir Herbert Plumer tábornokot akarta megtenni a hadtest parancsnokává.
A kezdeti német támadás fő irányát a II. hadtest védte és a mons-i csata során, amikor a német hadsereg Alexander von Kluck irányítása alatt megpróbált a szövetségesek hátába kerülni, súlyos veszteségek árán tudta csak feltartóztatni az előrenyomulást. French ekkor elrendelte az általános visszavonulást, amelynek során a brit I. hadtest (Douglas Haig parancsnoksága alatt) és a II. hadtest elvesztette az érintkezést. Haig hadteste nem érte el a számára kijelölt zónát Le Cateau-tól keletre.

### Le Cateau(1914. augusztus 26.)
Smith-Dorrien felismerte, hogy hadtestét a németek elvágták az I. hadtesttől, és így könnyűszerrel be tudják keríteni és felmorzsolni. Ekkor a hadtestet, amelyet Edmund Allenby lovassága és a 4. gyalogsági hadosztály támogatott, összevonta és augusztus 26-án erőteljes ellentámadást indított az előrenyomuló németek ellen. A nagy erejű támadás a súlyos brit veszteségek ellenére időlegesen megakasztotta a németek előrenyomulását és lehetővé tette, hogy a BEF erői rendezetten vonuljanak vissza.
French azonban nem vette jó néven, hogy Smith-Dorrien felülbírálta az általános visszavonulásra vonatkozó parancsát, és azzal vádolta, hogy kockára tette az egész BEF biztonságát.
Ezt követően a II. hadtest részt vett az első marne-i csata és az első aisne-i csata küzdelmeiben, mielőtt a kimerült és súlyos veszteségeket szenvedett brit erőket kivonták a frontvonalból, és átcsoportosították őket a Csatorna partjaihoz közelebb eső állásokba. A hadtest két hadosztálya október végén La Bassée közelében ismét megütközött a németekkel, majd november 2-a után Ypres közelébe irányították a hadtest erőit.

### Első ypres-i csata
Ay első ypres-i csata során a II. hadtest katonái a leghevesebb küzdelmet a "Hill 60" néven ismert magaslatért vívták. A Neuve Chapelle környékén vívott harcokban az egység állásait "Smith-Dorrien vonal" néven emlegették. 1914. december 26-án Smith-Dorrien hadtestét átnevezték a brit második hadseregre.
A French és Smith-Dorrien közötti vita a II. ypres-i csata (1915. április 22. – május 25.) során került ismét felszínre. Az április 27-én végrehajtott német gáztámadások után Smith-Dorrien azt javasolta French-nek, hogy a brit erőket vonják vissza Ypres városához közelebb. French azonban, aki optimistább volt a csata kimenetelét tekintve, elutasította a javaslatot, defetizmussal és pesszimizmussal vádolta Smith-Dorrient és május 6-án felmentette parancsnoki tisztségéből. Helyét Herbert Plumer vette át, aki szinte teljesen ugyanolyan javaslatot tett a brit erők visszavonására - amit most French örömmel elfogadott. 1915. decemberben magát French-et távolította el Kitchener a BEF parancsnoki tisztéből. French visszavonult és "1914" címen megírta emlékiratait, amiben Smith-Dorrient támadta, aki - mint a brit hadsereg aktív tisztje - nem tudott nyilvános válaszban reagálni.

## További tevékenysége
A nyugati frontról való eltávolítása után Smith-Dorrient kinevezték a németek ellen Kelet-Afrikában (a mai Tanzánia, Ruanda és Burundi területén) folytatott hadjárat parancsnokává. Hajóval utazott Dél-Afrikába, de az úton tüdőgyulladást kapott és a betegség miatt nem tudta átvenni a parancsnoki tisztséget, helyette Jan Smuts (a búr háborúban Smith-Dorrien ellensége) vette át az irányítást. 1917. január 29-én kinevezték a londoni Tower parancsnokává.
1918. július 9-én kinevezték Gibraltár katonai parancsnokává, a posztot 1923. május 6-ig töltötte be. Kormányzósága alatt korlátozott demokratikus reformokat vezetett be. 1923-ban nyugdíjba vonult, Portugáliában és Angliában élt feleségével. Idejének nagy részét a "Nagy Háború" résztvevőinek segélyezésével és szervezésével töltötte. 1925-ben adta ki emlékiratait, de mivel French még életben volt, ebben sem adta közzé saját verzióját az 1914-15-ös eseményekről. Az 1926-ban forgatott The Battle of Mons című filmben saját magát alakította.
1930. augusztus 12-én Chippenhamben autóbaleset következtében hunyt el, ekkor 72 éves volt. Berkhamstedben temették el.

## Családja
Smith-Dorrien 1902-ben a londoni Szent Péter-templomban (Euston Square) vette feleségül Olive Crofton Schneider-t, a házasságból három fiú született:
- Grenfell Horace Gerald Smith-Dorrien (szül. 1904) szintén a brit hadseregben szolgál és a dandártábornoki rangot érte el. 1944. szeptember 13-án az olaszországi hadjáratbban vesztette életét. Sírja a Gradara War Cemetery-ben található, Gradara olasz település közelében.[8]
- Peter Lockwood Smith-Dorrien (szül. 1907) 1946. július 22-én a jeruzsálemi King David Hotel ellen végrehajtott bombatámadásban vesztette életét.[9]
- David Pelham Smith-Dorrien (szül. 1911) az 1930-as években színész volt.[10] David igyekezett életben tartani apja emlékét, a Le Cateau-i csata napján megemlékezéseket szervezett.[11] 1999-ben halt meg.

Sir Arthur Power Palmer tábornok 1912-es halála után (aki Oliver nagybátyja volt) Smith-Dorrien és felesége örökbe fogadták a tábornok két lányát.
Az első világháború alatt Olive megalapította a Lady Smith-Dorrien's Hospital Bag Fund alapítványt. A háború során jelentős problémát jelentett, hogy a sebesült katonák személyes ingóságai a kórházi kezelés során gyakran elvesztek. Az alapítvány önkéntesei havi 40000 – 60000 kórházi zsákot varrtak a sebesült katonáknak, a háború folyamán kb. 5 millió darab készült el. Ezért a munkáért a Brit Birodalom Rendjének („Order of the British Empire”) női fokozatával tüntették ki. Szintén vezető szerepet játszott a The Blue Cross nevű állatvédelmi alapítványban, amely a háborúban használt lovak szenvedéseit igyekezett enyhíteni. 1932-ben a Royal School of Needlework (RSN) igazgatónője lett, majd 1937-ben a VI. György koronázási emlékéremmel („King George VI Coronation Medal”) tüntették ki a Westminsteri apátság érdekében végzett tevékenységéért. A második világháború alatt vezetésével az RSN csipkéket gyűjtött, és az eladásból származó bevétellel támogatták a hadsereget. 1951. szeptember 15-én halt meg

## Hagyatéka
A következő emlékműveket emelték a tábornok emlékezetére (zárójelben a felavatás éve, vagy amikor felvette a tábornok nevét):
- A Westminsteri apátságban (VII. Henrik kápolna) egy emléktábla található (1913)[15]
- „Dorrien” egy dél-ausztrál borvidéknek (1916)[16]
- Mount Smith-Dorrien, Kanada (1918)[17]
- Smith-Dorrien Institute, Aldershot, Nagy-Britannia[7]
- Smith Dorrien Road, Leicester
- Smith Dorrien Avenue,[18] Smith Dorrien Bridge és Smith Dorrien House, Gibraltár[7]
- Smith Dorrien Street, Mitcham, South Australia

1931-ben a Smith-Dorrien emlékművet felavatták a Sherwood Foresters Memorial emlékmű részeként, utóbbit maga Smith-Dorrien nyitotta meg 1923. augusztus 6-án.
John Betjeman említi Smith-Dorrient önéletrajzi ihletésű költeményében, Summoned by Bells 3. szakaszában:
In late September, in the conker time,

When Poperinghe and Zillebeke and Mons

Boomed with five-nines, large sepia gravures

Of French, Smith-Dorrien and Haig were given

Gratis with each half-pound of Brooke Bond tea. 
Smith-Dorrien szerepel még a "Canada to England" című versben, Craven Langstroth Betts művében:
Lead out, lead out, Brave Mother, for the sake of sacked Louvain!

Give us our own Smith-Dorrien, yield us the van again!